# Луис Фелипе
Луис Фелипе Хунгрия Мартинс (порт. Luis Felipe Hungria Martins; родился 17 мая 2001, Куяба, Бразилия) — бразильский футболист, защитник клуба «Крузейро», выступающий на правах аренды за «Томбенсе».

## Футбольная карьера
Луис Фелипе — уроженец города Куяба, столицы штата Мату-Гросу. Футболом занимался в команде «Коритиба». В январе 2020 года подписал контракт с ПСВ до лета 2023. 29 августа дебютировал за «Йонг ПСВ» в поединке против «Эксельсиора», выйдя в стартовом составе и проведя на поле весь матч
1 ноября 2020 года дебютировал в Эредивизи в поединке против АДО Ден Хааг, выйдя на замену на 86-й минуте вместо Райана Томаса.